# Overhofmesterinde
Overhofmesterinde var en funktion ved Det Kongelige Danske Hof. 

## Overhofmesterinder i Danmark

### Christine af Sachsen
- 1490-1496: Sidsel Lunge
- 1503–1516: Anne Meinstrup

### Elisabeth af Habsburg
- 1516–1517: Anne Meinstrup

### Sophie af Pommern
- 1526–1533: Anne Meinstrup

### Sophie af Mecklenburg
- 1572–1584: Inger Oxe
- 1584–1592: Beate Clausdatter Bille

### Anna Cathrine af Brandenburg
- 1597–1612: Beate Huitfeldt

### Sophie Amalie af Braunschweig-Lüneburg
- Lucie von Løschebrand
- 1657–1685: Maria Elisabeth von Haxthausen

### Charlotte Amalie af Hessen-Kassel
- 1677-1692: Juliane Elisabeth von Uffeln
- 1695–1705: Dorothea Justina Haxthausen
- 1705-1707: Sophie Dorothea von Schack von Marschalck
- Louise Charlotte von Schlaberndorf

### Louise af Mecklenburg-Güstrow
- 1699–1716: Abel Cathrine Buchwald

### Sophie Magdalene af Brandenburg-Kulmbach
- Beate Henriette af Reuss-Lobenstein

### Louise af Storbritannien
- 1746-1751: Christiane Henriette Louise von Schleinitz

### Juliane Marie af Braunschweig-Wolfenbüttel
- 1752-1754: Christiane Henriette Louise von Schleinitz
- 1757–1767: Karen Huitfeldt
- 1772–1784: Margrethe von der Lühe
- 1784–1793: Sophie Louise Holck-Winterfeldt

### Caroline Mathilde
- 1766–1768: Louise von Plessen
- 1768-1768: Anne Sofie von Berckentin
- 1768–1770: Margrethe von der Lühe
- 1770–1772: Charlotte Elisabeth Henriette Holstein

### Marie Sophie Frederikke af Hessen-Kassel
- 1823–1839: Lucie Charlotte Sehestedt Juul

### Caroline Amalie
- 1845–1859: Ingeborg Christiane Rosenørn

### Louise af Hessen-Kassel
- 1864–1876: Ida Marie Bille
- 1876–1888: Julia Adelaide Harriet Raben-Levetzau
- 1888-1898: Louise Bille-Brahe

### Louise af Sverige-Norge
- 1906-1910: Louise Bille-Brahe

### Dronning Alexandrine
- 1912–1935: Louise Grevenkop-Castenskiold
- 1935–1952: Inger Wedell